# Heliconius pachinus
Heliconius pachinus är en fjärilsart som beskrevs av Osbert Salvin 1871. Heliconius pachinus ingår i släktet Heliconius och familjen praktfjärilar. Inga underarter finns listade i Catalogue of Life.